# يشبم

تعديل مصدري - تعديل

يَشْبُم هي إحدى قرى الجمهورية اليمنية. تتبع جغرافيا لمحافظة شبوة وإداريًا لمديرية الصعيد. وقد كانت يشبم عاصمة لمشيخة العوالق العليا قبل أن تصبح الصعيد عاصمة لها.